# 1987年中印边境对峙
1987年中印边境冲突是中华人民共和国与印度共和国历史上发生的第三次边境冲突。该事件虽未造成直接的军事冲突，但是两国之间紧张的形势已经使得中印再次走到了开战的边缘。

## 背景
1962年及1967年中国与印度分别在边境发生了两场边境军事冲突，在1962年中印边境战争中虽然中国取得了军事上的胜利，但是停火后中方却从已经夺取的争议地点撤出，使得印方不仅实际控制了藏南地区，还于1963年越过麦克马洪线，重返兼则马尼。但是印度军方在战场的失利使得印度政府决定在中印附近实施了一项“防御计划”以巩固印方于战争所占有的领土范围。
二十世纪八十年代，印度于边界前沿的几个支撑点军队已经完成部署，但是通向这些地方的交通网线仍没有建成。1980年，英迪拉·甘地上任印度总理后，决定重新审议印度的安全局势，1982年至1983年，英迪拉·甘地通过了一项旨在加快在印度实际控制线内部署军队的计划，以继续巩固印度在此地的军事控制。

## 战争边缘
自1962年后，印度就再未回到过在中印战争曾经失利的克节郎河，这条河位于麦克马洪线以北，在塔格拉山脊与麦克马洪线上的哈东山脊（Hathung la）两山之中，呈东西走向。印度曾极尽全力想要控制住塔格拉山，这也是1962年10月中国向印度开战的原因。1983年，印度的情报机构派遣一个小队偷越麦克马洪线前往克节郎河东北的的桑多洛河谷牧区搜集情报，他们夏天进入冬天撤出，此后的两年依然如此，但当印度情报人员1986年进入该地区时，却发现中国军队已经在那里构建了半永久性建筑。
1986年2月，印方克里希纳斯瓦米·桑搭吉上将被任命为印陆军参谋长，他通过并计划了一项被称为“棋盘计划”的军事演习，该演习的目的旨在“演练如何将位于阿萨姆平原的印度军队快速部署到同中国接壤的实际控制线附近”。作为演习的一部分，印度使用米-26直升机将山步第五旅空运到了达旺附近的吉米塘（Zimithaung），随后这支军队一路行军穿过哈东山口，进入克节朗河南岸，桑搭吉还向桑多洛河谷的旺东地区增兵，总共计划向麦克马洪线投入十一个师。中国方面举行874演习，前调部队与印方对峙，不过双方最终并未发生武装冲突。双方沿克节郎河形成新的实际控制线，实际控制线从克节郎河折向兼则马尼，再向东在桑多洛河南岸通过旺东与麦克马洪线相接。为与1959年实际控制线相区别，这条线又被称为1987年实际控制线。

## 开战的可能性
桑多洛河的对峙发生一星期后，印度率先向中国提出外交抗议，理由是中国军队越过麦克马洪线，侵入了印度领土，中国外交部发言人随即声明，是印度军队越过了非法的麦克马洪线，这是无庸置疑的。印度认为麦克马洪线的正确位置是通过塔格拉山脊，而不是按地图所示是通过哈东山口的，印度主张自己有权进入麦克马洪线以北地区，被中方戲稱為定期發作的兼則馬尼·朗久綜合症，观察家们认为，这将导致中印两国交战。
印度在中印边境从东到南部署重兵，并将装甲部队派遣到了锡金东北用以震慑中方，又向塔格拉山脊派遣了数量可观的军队支援，并在桑多洛河谷地区建立起了能够威胁中方军队前沿哨所的前端哨。这些行动都被北京视为威胁，似乎印度将要从防守转为进攻，并通过武力获取一个更大的“阿鲁纳恰尔邦”。

## 和解
中国向美国通报了情况，指出如果印军继续蚕食，中国将给之一个教训。1987年5月，印度外交部长蒂瓦里在前往赴平壤参加不结盟国家外长会议期间顺带停留于北京，印度外长向北京带去了拉吉夫·甘地的一个口信，即“新德里不打算继续使边境地带的局势恶化”。当年7月，拉吉夫·甘地在一次北方邦国大党支持者的集会上说“有关中印边界局势的错误报道是由某些西方大国蓄意传播的，目的是要在印中两国之间制造误解和紧张”。1988年12月，拉吉夫访问中国，这是自20世纪六十年代中国国务院总理周恩来访问印度后第一次两国之间的高层访问。最终在1993年，两国签订了一项“以确保实际控制线两侧的和平”的协议，这场边境危机由此告终。

## 余波
印度在派遣一个小队进入桑多洛河谷后发现中国军队在那里构建了半永久性建筑后，决定与中国重启对话。拉吉夫·甘地在1988年9月访问中国，却由于印度的政治动荡，对话出现了各种各样的中断。但最终在1993年，两国签署了一项协议，以确保拉克的和平。该协议达成“互惠平等”的共识，同时，根据地理和后勤等因素，双方将兵力减薄。解决问题的关键因素是双方如何制定一个相互接受的实际控制线。然而截至目前，双方还没有达成共识。